# Boden-Boden-Rakete
Eine Boden-Boden-Rakete ist eine Rakete, die vom Boden aus gegen Bodenziele abgefeuert wird.

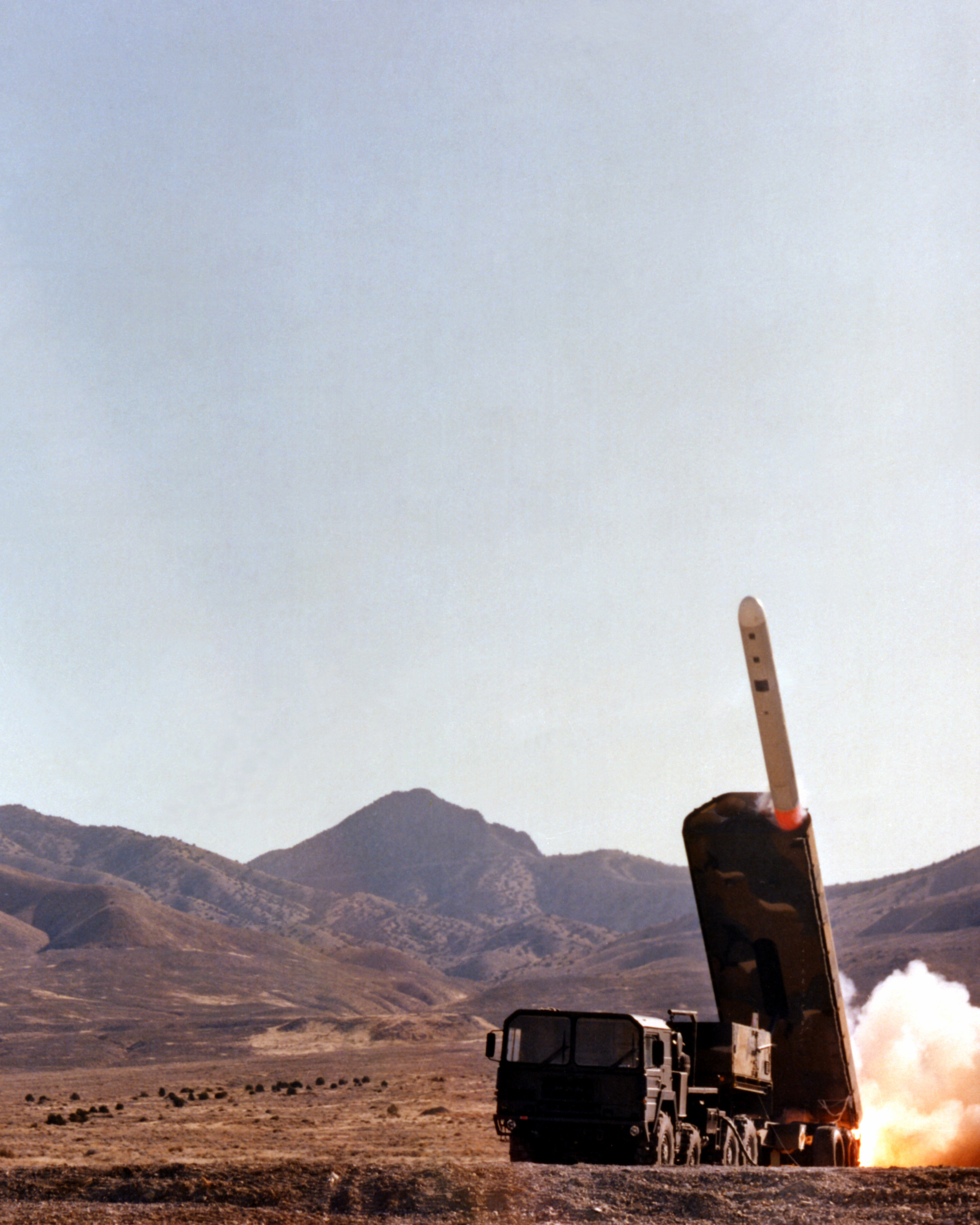
Boden-Boden-Marschflugkörper: Start einer BGM-109G Gryphon Ground-Launched Cruise Missile

Das Spektrum an Boden-Boden-Raketen reicht von rückstoßfreien Panzerabwehrhandwaffen, über Panzerabwehrlenkwaffen und Raketenwerfer der Artillerie bis hin zu nuklearen Interkontinentalraketen. In der Regel sind aber mit „Boden-Boden-Rakete“ ballistische Raketen, mit Reichweiten ab etwa 250 km, gemeint.
Die englische Bezeichnung lautet Surface-to-surface missile. Die Abkürzung dieser Bezeichnung, SSM oder SS, wird für die Namensgebung zahlreicher Boden-Boden-Raketen verwendet (z. B. SS-20), wobei es sich hier ursprünglich um den NATO-Codename handelt.